# Георги Чапразов
 Тази статия е за революционера и кмет на Петрич.  За диригента, вижте Георги Чапразов (диригент).  
Георги Кочов Чапразов, известен с псевдонима Мирски  е български общественик, политик и революционер, деец на Вътрешната македоно-одринска революционна организация и Вътрешната македонска революционна организация.

## Биография
Георги Чапразов е роден в град Петрич, тогава в Османската империя, днес в България. Присъединява се към ВМОРО и през 1906 година е избран в ръководството на революционната организация в родния си град. Член е на месния кундуро-папукчийския еснаф. Кмет на Петрич е между 1914-1916 и 1923-1929 година. През 1914 година е сред основателите на местното читалище „Братя Миладинови“ и член на първото му настоятелство. На Струмишкия конгрес на ВМРО (1924) е избран за действителен член на окръжния комитет. На последвалия Солунски конгрес на ВМРО (1924) е делегат от Кукушка околия. Непосредствено след Търлиския инцидент от 1924 година в Петрич е съставен граждански комитет, в който влизат Атанас Калибацев, Христо Медникаров, Георги Чапразов, Васил Попстоянов и д-р Илия Николчев, които апелират пред международната общественост за намеса срещу гръцките зверства.
Негов внук е диригентът Георги Чапразов.